# Cascina Bagaggera
La Cascina Bagaggera è un sito archeologico nel Parco regionale di Montevecchia e della Valle del Curone in provincia di Lecco, dove sono stati trovati resti di focolari e concentrazioni di manufatti che attestano la presenza dei Neanderthal tra  100 000 e 35 000 anni fa.